# Гастон Думерг
Пјер Пол Анри Гастон Думерг (фр. Pierre Paul Henri Gaston Doumergue; 1. август 1863 — 18. јун 1937) био је француски политичар који је служио као председник Француске 7 година, а био је и премијер у два мандата.
Сматра се једним од најпопуларнијих председника у историји Француске. Био је једини француски председник протестантске вероисповести и први који се венчао за време мандата.